# Otto Addo
Otto Addo (Hamburgo, 9 de junho de 1975) é um técnico e ex-futebolista alemão-ganês. Disputou a Copa de 2006, tendo jogado duas partidas. Atualmente comanda a Seleção Ganesa de Futebol. 

## Carreira em clubes
Addo, que apesar do sobrenome, não possui parentesco com o ex-companheiro de Seleção Eric Addo, iniciou a carreira profissional em 1992, no Bramfelder, antes de completar 17 anos. Teve ainda uma bem-sucedida passagem pelo VfL 93 Hamburgo, equipe semi-profissional da sua cidade natal.
Em 1996, foi contratado pelo Hannover 96, encontrando no novo clube Gerald Asamoah (que nasceu em Gana, mas não aceitou atuar pelo país, preferindo se naturalizar alemão), o qual se tornaria seu grande amigo, e Fabian Ernst, que mais tarde disputaria a Eurocopa de 2004 pela Alemanha.
No ano de 1999, Addo foi para o Borussia Dortmund, inicialmente jogando na equipe de reservas, subindo para o time principal pouco depois. Com os aurinegros, conquistou o único título de sua carreira: o Campeonato Alemão de 2001-02. Deixou o Borussia em 2005 e assinou com o Mainz 05, onde atuou pouco (19 partidas e nenhum gol).
Saiu do Mainz em 2007, e retornou a Hamburgo, para defender o clube homônimo. Era praticamente uma volta às origens, já que Addo tinha passado pelo Hamburgo SV antes de se profissionalizar. Jogou dez partidas pelo time de reservas e quatro jogos pelo time principal. Problemas de lesões obrigaram Addo a anunciar o término da carreira, em 2008.